# Masr (domini d'Internet)
El nom de domini d'Internet àrab مصر (que significa 'Egipte', romanitzat com a masr o misr) és un domini de primer nivell territorial secundari internacionalitzat (IDN ccTLD) al sistema de noms de domini (DNS) d'Internet per a Egipte. El seu nom DNS ASCII és xn--wgbh1c, obtingut pel mètode de transcripció d'internacionalització de noms de domini en aplicacions (IDNA).
El domini va ser un dels primers IDN ccTLD instal·lats al DNS el 5 de maig de 2010.
El domini de primer nivell territorial (ccTLD) tradicional d'Egipte és .eg.
El primer lloc web d'aquest domini de primer nivell va ser un lloc del Ministeri egipci de Comunicació i Tecnologia de la Informació. Després de la revolució egípcia de 2011, es va crear un lloc web per a un referèndum amb aquest domini (استفتاء.مصر — literalment, referendum[of].egypt).